# مسیب رییسی یگانه
مسیب رییسی یگانه(۱۳۶۲) معروف به محسن رییسی فعال و زندانی سیاسی است.

## بازداشت و حکم اول
مسیب رییسی‌یگانه نخستین بار در سال ۱۳۹۵ بازداشت شد و «دادگاه» انقلاب خوزستان او را به یک سال حبس تعلیقی محکوم کرد.

## بازداشت و حکم دوم
بازداشت دوم در ۲۸ شهریور ماه ۱۳۹۶ با ضرب و شتم رخداد و او به زندان اوین و بند ۲۰۹ ان منتقل شد. اتهامات او شامل «تبلیغ علیه نظام» یا «توهین به مقدسات» و «توهین به بنیان‌گذار جمهوری اسلامی» بوده و بر این اساس در شعبه ۲۸ «دادگاه» انقلاب تهران به ریاست قاضی محمد مقیسه به شش سال حبس تعزیری محکوم شد.
بااعلام اعتراض پرونده او به شعبه ۳۶ دادگاه تجدیدنظر استان تهران، به ریاست احمد زرگر ارجاع داده اما اما این دادگاه نیز همانند دادگاه اولیه در تاریخ ۲۸ اردیبهشت ماه ۱۳۹۸، حکم صادره را تأیید کرد.
با قطعی شدن حکم او در دادگاه تجدید نظر حکم یک سال بازداشت تعلیقی او نیز اجرایی شد.

## زندان
دوران حبس هفت ساله وی از بهمن ۱۳۹۸ آغاز شد. ا و هم‌اینک در بند هشت زندان اوین به سر می‌برد.
در ماه‌های وحشتناک و اضطراب‌آور همه‌گیری کرونا، مسیب رییسی نیز از جمله زندانیانی بود که به وضعیت نامطلوب و خطرناک زندانیان از نظر بهداشتی اعتراض کردند. او جزء ۲۷ زندانی در بند ۸ اوین تهران بود که طی نامه ای خواستار آن شد که به شرایط وخیم پیش‌آمده رسیدگی شود. در این نامه به «کوچک‌بودن فضاها، نبود و عدم توزیع امکانات بهداشتی اعم از ماسک، دستکش و مایعات ضدعفونی و عدم رسیدگی پزشکی » اعتراض شد.
در مهر ۱۳۹۹ مسیب رییسی یگانه بدون داشتن سابقه بیماری خاص برای مدتی به بخش ابوریحان در بیمارستان رازی (امین آباد) منتقل کرده‌است. بیمارستان رازی نزد زندانیان سیاسی بسیار بدنام است و مشهور به «امین‌آباد» است. در این بیمارستان بدون اطلاع وی یا خانواده اش نیروهای کادر درمان بر آن بودند به او دارویی تزریق کنند که این زندانی از ماهیت آن بی‌خبر بود.
وی سپس از زندان اوین به زندان تهران بزرگ و بند جرایم خشن منتقل شد.